# Hexis (entreprise française)
Pour les articles homonymes, voir Hexis.
HEXIS S.A.S. est une société française fabriquant du film adhésif pour la communication visuelle, la signalétique, le recouvrement et la protection de véhicules et d'objets. Fondée en 1989 par Michel Mateu, son siège se trouve à Frontignan (France).

## Activité
L’entreprise élabore des films PVC, PU et Latex. Leurs domaines d’application sont l’affichage urbain, la décoration de locaux et d’objets, la signalétique, les caissons lumineux, le marquage de véhicules (voitures, trains, tramway, bateaux, avions…), d’objet et de textiles, la lamination et la protection.

## Histoire
HEXIS S.A.S. a été fondée en 1989 et intervient dans le marché de la production et de l’adhésivage de films destinés à la communication visuelle, à la customisation et à la protection de surfaces.
Ses produits premium Made in France, sa culture du sur-mesure et sa capacité à innover et à diversifier son offre ont assis sa notoriété auprès des professionnels de l’image dans le monde entier.
À l’écoute du marché, en veille sur l’évolution des modes de consommation et l’apparition de nouveaux besoins, l’entreprise a su diversifier ses domaines d’application au fil des ans, forte de sa capacité d’innovation. Elle peut ainsi répondre à toutes les demandes du marché des films adhésifs.
Adhésifs destinés à la découpe assistée par ordinateur, supports pour l’impression numérique grand format, films conformables pour le Total Covering et la décoration, films de protection de surfaces ou de peinture, films pour le marquage sur textile...HEXIS
propose plus de 1000 références dans son catalogue et lance une trentaine de nouveaux produits par an.
Depuis 2007, Hexis possède des filiales en Allemagne (Hexis GmbH), en Espagne (Hexis España depuis 2009), en Italie (Hexis Italia depuis 2009) ainsi qu’en Guadeloupe et en Martinique (Hexis FWI). En 2011, une filiale en Suède a été ouverte et en 2018 Hexis a ouvert une filiale en Australie et dernièrement, en 2021, une filiale Suisse a été créée.
En 2010, Hexis ouvre une deuxième ligne de production à Hagetmau, dans le département des Landes.

## Informations économiques
Entre 2018 et 2020, Hexis va investir 17 millions d'euros sur les sites de Frontignan (19 500 m2) et Hagetmau (24 000 m2).
l'entreprise emploie 280 personnes en France.

## Recherche
La société a développé la production d'un film coulé extra-fin (30 µm). En 2008, Hexis a breveté un film adhésif antimicrobien destiné à la protection de surfaces.
HEXIS commercialise une gamme de produit qui répond à des projets industriels comme les films adhésifs qui remplace le peinture pour protéger les wagons de TGV, trains régionaux et tramway en France et à l’étranger.
En 2010, HEXIS a été élu Lauréat Régional des trophées INPI de l'innovation. L'objectif de ces prix est de récompenser les entreprises qui présentent une bonne croissance économique et qui utilisent la propriété industrielle dans leur stratégie de développement.
En 2014, à la FESPA (Federation of European Screen Printers Associations), HEXIS a reçu deux EDP (European Digital Press) Awards pour HX190WG2, un film coulé multicouche destiné à l'impression numérique, et HFLEX100P, un film Flex sans PVC destiné au textile marquages.

## Filiales
- Hexis FWI (Guadeloupe, Martinique, Guyane)  France
- Hexis GmbH, Hilden,  Allemagne
- Hexis Graphics España s.l., Barcelone,  Espagne
- Hexis Italia s.l.r., Bologne,  Italie
- Hexis AB, Helsingborg, Farsta,  Suède
- Hexis Swiss, Birr,  Suisse
- Hexis Americas, Lawrenceville,  États-Unis
- Hexis La Réunion, Saint-Pierre,  La Réunion
- Hexis Australia, Yatala,  Australie